# 第四马其顿军团
第四马其顿军团（英語：Legio IV Macedonica）古罗马军队建制名称。由尤利乌斯·凯撒于公元前48年建立，该军团曾参加罗马内战并发挥作用。公元70年被罗马帝国君主韦斯伯芗解散，重组成立了幸运者弗拉维乌斯第四军团。